# مهرداد مرادی
مهرداد مرادی نژاد (زاده ۳۰ مرداد ۱۳۷۷ در اصفهان) عضو تیم ملی پارا دو و میدانی اهل ایران است. وی در رشته دو ۱۰۰ متر و دو ۴۰۰ متر موفق به کسب دو مدال طلا در مسابقات بازی‌های پاراآسیایی ۲۰۲۲ هانگژو چین شده‌است.

## افتخارات
- کسب دو مدال طلا در دو ۱۰۰ متر و ۴۰۰ متر بازی‌های پاراآسیایی هانگژو ۲۰۲۲.[۱۰][۱۱][۱۲]
- کسب یک مدال طلا و یک مدال نقره در دو ۱۰۰ متر و ۴۰۰ متر مسابقات گرند پری مراکش در سال ۲۰۲۲.[۱۳][۱۴]
- کسب یک مدال طلا در دو ۱۰۰ متر و یک مدال برنز در دو ۲۰۰ متر در مسابقات قهرمانی جوانان جهان سوئیس در سال ۲۰۱۷.[۱۵]
- کسب سه مدال طلا در دو ۱۰۰ متر، ۲۰۰ متر و ۴۰۰ متر بازی‌های پاراآسیایی جوانان دبی امارات در سال ۲۰۱۷.[۱۶]